# Tveta församling, Strängnäs stift
Tveta församling var en församling i Strängnäs stift och i Södertälje kommun i Stockholms län. Församlingen uppgick 2002 i Södertälje-Tveta församling.

## Administrativ historik
Församlingen har medeltida ursprung och var till 1946 annexförsamling i pastoratet Södertälje stadsförsamling, Södertälje landsförsamling och Tveta och från 1946 till 2002 annexförsamling i pastoratet Södertälje, Östertälje församling och Tveta. Församlingen uppgick 2002 i Södertälje-Tveta församling.

## Kyrkor
- Tveta kyrka